# Siné Mensuel
Siné Mensuel est un journal satirique français, sans publicité, qui paraît les premiers mercredis de chaque mois jusqu'en mars 2025, date de la fin de parution du titre.
Fondé par le dessinateur Siné en 2011 après l'échec économique de Siné hebdo, le mensuel est dirigé depuis 2016 par sa veuve Catherine Weil Sinet. 
Début 2025, la direction du journal annonce une cessation de parution programmée pour le mois de mars.

## Histoire
Créé par le dessinateur Siné, en 2011, après l'arrêt de Siné Hebdo en avril 2010 pour raisons financières, Siné Mensuel — tout comme Siné Hebdo — s'inscrit dans les conséquences du licenciement de Siné de Charlie Hebdo. Il paraît le premier mercredi de chaque mois. Sa devise est : « Le journal qui fait mal et ça fait du bien. »
Jusqu'en mai 2016, Siné y tient un éditorial. Après le décès du dessinateur, sa veuve Catherine Weil Sinet reprend la direction du mensuel.
Le journal décide de porter plainte après avoir reçu en mai 2020 plusieurs lettres de l’ancien Groupe union défense (GUD), un syndicat étudiant d’extrême droite, contenant des menaces de mort.
En janvier 2025, la direction annonce que face à des pertes mensuelles de 16 à 17 000 euros, le titre va cesser de paraître en mars. Le 5 mars 2025, le journal publie le dernier numéro de son existence.

## Données techniques

### Format
Le journal Siné Mensuel est au format tabloïd (290 × 370 mm) sans agrafe, a 32 pages, est imprimé en quadrichromie et est publié par sa propre maison d'édition : les  Éditions du Crayon, dirigées par Catherine Siné, l'épouse de Siné.

### Tirage
Le premier numéro, daté de septembre 2011, se serait vendu à 50 000 exemplaires selon le site du journal.

### Activités
En octobre 2013, le mensuel lance un appel aux dons pour ne pas déposer le bilan, ce qui permet alors de lever 85 000 euros.
En novembre 2014, Marianne relate de façon humoristique les nouvelles difficultés financières de Siné Mensuel en raison du faible nombre de ventes (15 000 exemplaires par mois). À la même époque, Charlie Hebdo est lui aussi en difficulté.
À la fin de l'année 2014, le magazine Siné Mensuel lance un appel aux dons qui lui permet de récolter près de 160 000 euros fin janvier 2015. Bénéficiant, à son échelle, du soutien solidaire à la suite de l'attentat contre Charlie Hebdo, le mensuel voit ses abonnements augmenter de 65 % sur la même période.
L'économie de Siné Mensuel reste fragile, le journal ne vivant que grâce aux ventes et aux abonnements. Il ne contient aucune publicité.
En juin 2024, un nouvel appel aux dons est lancé et permet de récolter 180 000 euros.
En janvier 2025, Siné Mensuel emploie cinq salariés et revendique collaborer fréquemment avec 35 pigistes et 35 dessinateurs.

## Siné Madame
Dès 2008, Siné et Isabelle Alonso avaient évoqué l'idée d'un magazine satirique entièrement réalisé par des femmes. Catherine Weil Sinet, directrice de Siné Mensuel depuis la mort de son époux Siné en 2016, reprend le projet en 2018. Le premier numéro de Siné Madame, composé de 8 pages au format tabloïd, paraît le 17 avril 2019 ; les sujets de ses deux principaux articles sont le clitoris (par Isabelle Alonso) et l'andropause.
Les sujets du journal, dont la devise est « Le journal qui ne simule pas »,, ne visent pas seulement le public féminin. Plusieurs dessinatrices de presse de différentes nationalités ont été recrutées par le journal à cause du faible nombre de celles-ci en France,.
Les rédactrices sont Isabelle Alonso, Juliette Arnaud, Véronique Brocard, Carole Cerdan, Marie Cigali, Constance, Kate Entringer, Roukiata Ouedraogo, Serena Reinaldi, Lara Smith (pseudonyme de Anne Crignon), Charline Vanhoenacker. Pour leur part, les dessinatrices sont Albertine, Florence Cestac, Olivia Clavel, Lou, Mad Meg, Marie Morelle, Vera Makina, Marilena Nardi, Zoé Thouron (fille de Lefred Thouron), Nadia Khiari (Willis from Tunis).
Après le n°6 de novembre 2019, le journal cesse sa parution. Cependant, un « numéro double spécial été » de Siné Mensuel des mois de juillet et août 2023 incorpore un nouveau numéro de Siné Madame, avec une couverture double (recto/verso).

## Collaborateurs du journal

### Les rédacteurs
Parmi les rédacteurs réguliers, on trouve Christophe Alévêque, Isabelle Alonso, Jackie Berroyer, Jean-Pierre Bouyxou, Maxime Carsel, Laurent Chollet, Pierre Concialdi, Constance, Delfeil de Ton, Djubaka, Gérard Filoche, Blandine Flipo, Noël Godin, Nadia Khiari, Jean-Marie Laclavetine, André Langaney, Martine Laval, Étienne Liebig, Lindingre, Guillaume Meurice, Stéphane Mazurier, François Morel, Arthur Nesnidal, Laure Noualhat, Patrick Pelloux, Serge Quadruppani, Patrick Raynal, Jean-Claude Ribaut, Jean-Jacques Rue, Claude Sérillon, Anne Crignon, Charline Vanhoenacker, Michel Warschawski, Yannis Youlountas.

### Les dessinateurs
Parmi les dessinateurs réguliers, on trouve Berth, Carali, Florence Cestac, Desclozeaux, Frilouz, Philippe Geluck, Jiho, KAP, Krokus, Lacombe, Lasserpe, Marie Morelle, Lefred Thouron, Zoe Thouron, LB, Lindingre, Malagon, Rémi MalinGrey, Mikaël, Muzo. Marie Morelle, MRic, Pakman, Plop & KanKr, Pinel, Sie, Sine, Soph, Soulas, Waner, Willem, Willis from Tunis.

## Menaces
Fin mai 2020, la rédaction annonce avoir porté plainte car elle a reçu cinq lettres contenant des menaces de mort envers des collaborateurs du journal et signées du Groupe union défense, organisation étudiante d’extrême droite.